# Žilinský kraj (1948–1960)
Žilinský kraj (slovensky Žilinský kraj) byl správní celek v Československu, který existoval v letech 1948–1960. Jeho centrem byla Žilina. Kraj měl rozlohu 8 274 km².
Vznikl na severozápadním Slovensku dne 24. prosince 1948 na základě zákona o krajském zřízením, podle kterého bylo k 31. prosinci 1948 zrušeno zemské zřízení. Krajský národní výbor byl zřízen k 1. lednu 1949. Žilinský kraj se v roce 1955 členil na 16 okresů. Kraj byl zrušen k 30. červnu 1960 zákonem o územním členění státu, podle kterého vznikly nové kraje. Území Žilinského kraje bylo tehdy zahrnuto do Středoslovenského kraje.